# Limnoria chilensis
Limnoria chilensis là một loài chân đều trong họ Limnoriidae. Loài này được Menzies miêu tả khoa học năm 1962.